# جداول يوسيبيان الكنسية

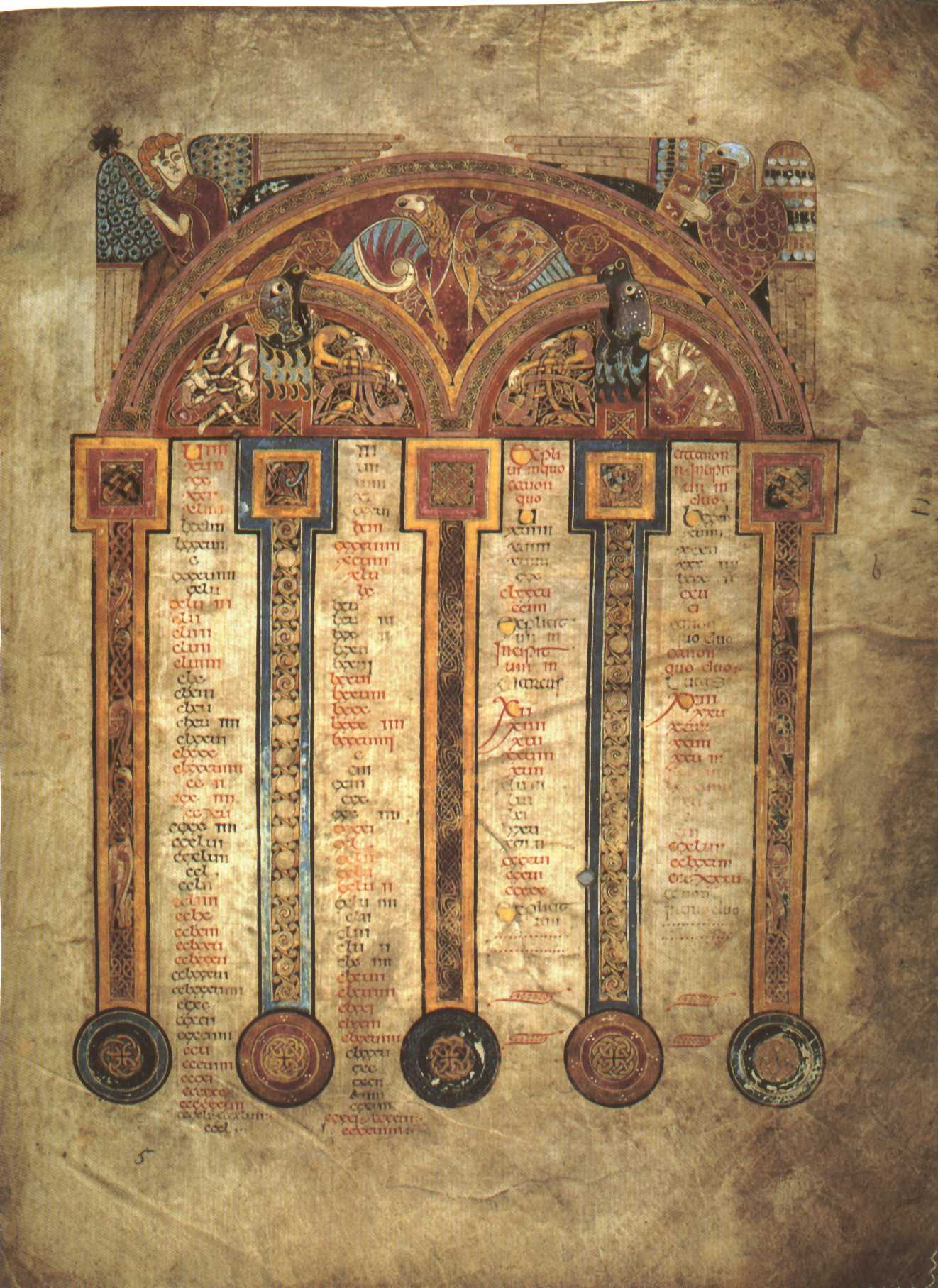
تقسيمات أو شرائع يوسيبيان المستخدمة في كتاب كيلز

شرائع يوسيبيان أو أقسام يوسيبيان أو نظام يوسبيان (بالإنجليزية: Eusebian Canons)‏،المعروفة أيضا باسم أقسام أمونيان، هي نظام تقسيم الأناجيل الأربعة المستخدمة بين العصور القديمة المتأخرة والقرون الوسطى. الانقسامات في الفصول والآيات المستخدمة في النصوص الحديثة تاريخ فقط من القرنين الثالث عشر والسادس عشر على التوالي. ويشار إلى الأقسام في هامش جميع المخطوطات اليونانية واللاتينية تقريبا من الكتاب المقدس، وعادة ما تلخص جداول شرائع يوسيبيان في بداية الأناجيل. هناك حوالي 1165 قسما: 355 لماثيو، 235 لمارك، 343 للوقا، و 232 ليوحنا. إلا أن الأرقام تختلف قليلا في مخطوطات مختلفة.